# IC 4976
IC 4976 ist eine Balken-Spiralgalaxie vom Hubble-Typ SBa im Sternbild Pfau am Südsternhimmel. Sie ist schätzungsweise 496 Millionen Lichtjahre von der Milchstraße entfernt.
Das Objekt wurde am 15. August 1901 von DeLisle Stewart entdeckt.